# Ossirinco
Ossirinco (in greco antico: Ὀξύρυγχος?; egizio Per-Medjed; arabo el-Bahnasa) fu la capitale del XIX distretto dell'Alto Egitto.
Il sito archeologico è famoso per l'enorme collezione di documenti e testi papiracei di epoca greco-romana rinvenuti nella zona. 
La città si trova a circa 160 km a sud-ovest del Cairo.

## Nome

L'antico nome di Ossirinco deriva da "città dei pesci dal naso aguzzo". Il pesce Ossirinco rappresentato in un amuleto del Periodo tardo dell'Egitto, Museo Egizio, Torino.

L'antico nome egizio della città, Per-Medjed, prende il nome da Medjed, il termine con cui gli egizi indicavano i pesci elefante, uno dei quali, secondo la mitologia egizia, aveva mangiato il pene di Osiride dopo che Seth aveva smembrato il suo corpo. Dopo la conquista dell'Egitto da parte di Alessandro Magno, la città venne rinominata in greco antico: Οξυρρύνχου Πόλις? (Oxyrrhynkhoupolis), ossia "città dei pesci dal naso aguzzo", e quindi in greco antico: Ὀξύρυγχος? (Oxýrrhynkhos, "Ossirinco").

## Storia
Al tempo degli antichi Egizi la città era chiamata Per-Medjed e, dopo la conquista dell'Egitto da parte di Alessandro Magno, il nome della città greca divenne Oxyrhynchon Polis ("città del pesce dal naso aguzzo").
Durante l'Ellenismo Ossirinco fu la capitale di una prospera regione, la terza città più grande d'Egitto. Oltre al pesce sacro, vi si venerava la dea sincretistica Atena-Thueris, derivante dalla dea ippopotamo Tueret, protettrice della fertilità. In età cristiana la città aveva un vescovo, trenta chiese ed era un centro monastico, sia maschile che femminile, di notevole importanza.
Dopo la conquista araba dell'Egitto nel 641, il sistema idrico dal quale la città dipendeva andò in rovina ed Ossirinco si ridusse a un villaggio semiabbandonato. Nel 1700 divenne una cava di pietre e mattoni per i villaggi vicini. Oggi la moderna città di el-Behnasa occupa gran parte della città antica.
Missioni archeologiche italiane ed inglesi hanno portato alla luce tracce di edifici templari, di un teatro, di un ippodromo, di impianti termali ed alcuni edifici pubblici di epoca greco-romana. Di notevole pregio sono anche i numerosi frammenti architettonici di arte copta.

## Papiri di Ossirinco

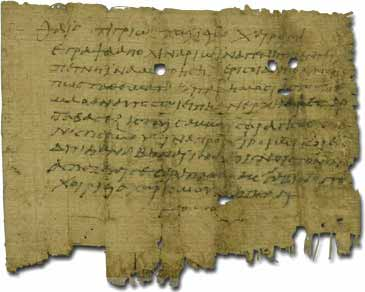
Una lettera privata su un papiro trovato ad Ossirinco

Fra il 1896 e il 1907 due giovani egittologi dell'Università di Oxford, Bernard Grenfell ed Arthur Hunt, iniziarono gli scavi nell'area della città. Grazie alle particolari condizioni climatiche ed ambientali della zona esaminata, come l'assenza di inondazioni ed il clima secco e ventoso, che favorirono la conservazione dei papiri, Grenfell e Hunt, nel corso di cinque campagne di scavo, portarono alla luce un'enorme mole di papiri.
La maggior parte dei manoscritti rinvenuti ad Ossirinco sono documenti pubblici e privati, come codici, editti, registri, inventari, atti di compravendita e lettere. Accanto a questi vi sono importanti papiri letterari, che oltre a passi di opere già note, contengono numerosi testi greci sconosciuti nella tradizione manoscritta medievale.
Tra le opere rinvenute nell'area sono degni di menzione poemi di Pindaro, frammenti di Saffo, Alceo, Archiloco e Simonide, brani di drammi di Eschilo, Sofocle ed Euripide ed una cospicua porzione delle opere di Menandro.
Furono anche trovati i più antichi e completi diagrammi di Euclide. Tra i papiri storici un'ampia sezione delle Elleniche di Ossirinco, opera anonima relativa agli anni 396-395 a.C.
Tra i testi cristiani greci e latini, frammenti del Vangelo di Tommaso, dell'Apocalisse di Baruc, del Vangelo degli Ebrei e di un'opera di Ireneo di Lione.
I papiri rinvenuti sono custoditi per la maggior parte presso la Sackler Library di Oxford (un tempo biblioteca dell'Ashmolean Museum), ma alcuni manoscritti sono conservati alla British Library di Londra ed in altre collezioni. La pubblicazione degli Oxyrhyncus papyri, iniziata nel 1898, continua tuttora ed ha superato i settanta volumi.